# Nuova strada ANAS 309

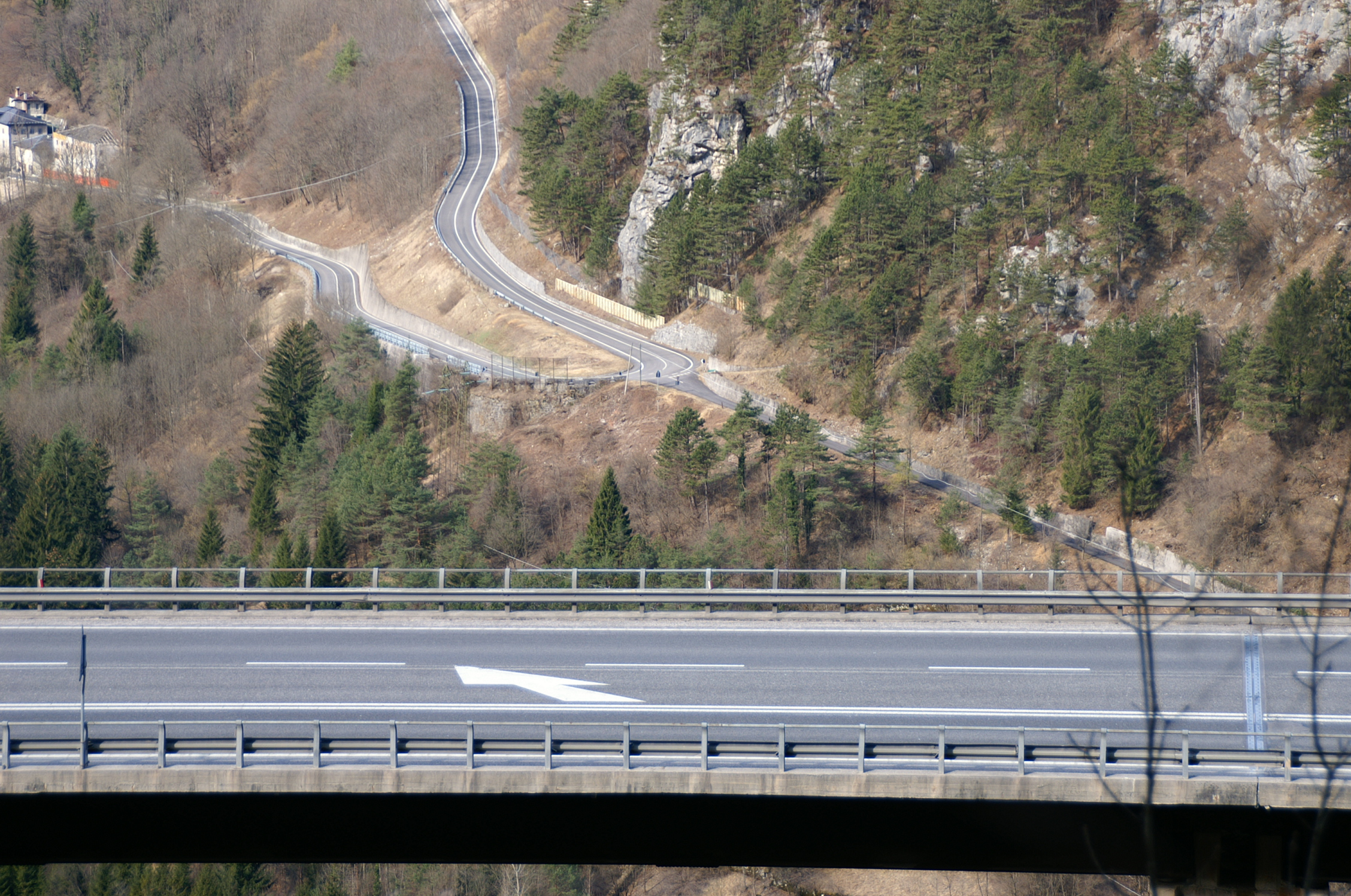
Il ponte Cadore e il tornante Sacco della Cavallera

La nuova strada ANAS 309 ex SS 51 (Cavallera) (NSA 309), nota comunemente come Cavallera, è un tratto del tracciato storico della strada statale 51 di Alemagna, dismesso il 16 novembre 1985. Ciò è avvenuto in seguito alla costruzione di una variante costituita dal ponte Cadore e dalla galleria Col di Caralte.
La strada è formalmente interdetta al traffico e viene utilizzata solo dai frontisti ed in casi di emergenza.

## Descrizione
La Cavallera parte dal centro abitato di Perarolo di Cadore e termina in comune di Pieve di Cadore, in prossimità del ponte Cadore, ed è nota per la sua carreggiata stretta e per il suo percorso tortuoso con la presenza di tornanti.
La Cavallera è preceduta dal tratto Macchietto–Perarolo di Cadore, oggi strada provinciale 42 della Cavallera, ed oltrepassata dalla galleria Col di Caralte.
In prossimità della Cavallera passa la ferrovia Belluno–Calalzo.

## Storia
Fin all'inizio del XIX secolo il Cadore era raggiungibile, provenendo dalla pianura veneta, percorrendo l'antica strada regia. A nord di Perarolo la strada presentava un importante bivio: verso Valle di Cadore portava in Tirolo, verso Pieve di Cadore in Carinzia.

Il tratto che iniziava dal ponte coperto di San Rocco sul Boite, a Carsiè di Perarolo, e proseguiva fino a Valle ripercorrendo il percorso di una più antica strada romana, veniva detto della Gréola.

Di questo tratto l'infrastruttura più importante, e tuttora esistente, è il ponte coperto di Rualàn, alto sulla forra dell'omonimo torrente tributario del Boite, in un luogo molto suggestivo dal quale è visibile anche la chiesa di San Martino di Valle.
Su volere dell'imperatore d'Austria Francesco II, a Perarolo iniziarono i lavori per la costruzione della Cavallera quale tratto della nuova strada postale di Alemagna che, una volta completata nel 1828, permise di raggiungere Pieve inerpicandosi aggrappata ai ripidi versanti del monte Zucco.
La sua costruzione richiese opere in pietra squadrata per archeggiature di sostegno della carreggiata, muri di contenimento di aspetto ciclopico, il taglio della nuda roccia, manufatti poderosi che ancora oggi rivelano sapienza costruttiva e ardita concezione ingegneristica.

La strada è denominata Cavallera perché qui, all'inizio della salita, era necessario cambiare cavalli o quattrar, ovvero raddoppiare il tiro a due perché superava in tre chilometri un dislivello di 172 metri con due tornanti, il tornante di Sacco e di Sant'Andrea, santo quest'ultimo protettore dei boscaioli.
Nel XVII secolo nella zona esisteva già una strada chiamata Cavallera o delle Antenne,
poiché veniva usata per trasportare i lunghi tronchi destinati all'Arsenale di Venezia che, per le loro dimensioni, non potevano essere fluitati. Si trattava di abeti lunghi fino a trenta metri che venivano usati per le alberature delle navi, provenienti in larga misura dalla foresta di Somadida, detta appunto vizza delle Antenne (viža in cadorino è il bosco collettivo protetto). Questo tracciato congiungeva Tai a Damòs, dove il legname veniva immesso nel canale chiamato Giau di Sacco e scendeva fino al Piave. Da Damòs due sentieri pedonali raggiungevano infine Sacco e Perarolo.

## Galleria d'immagini

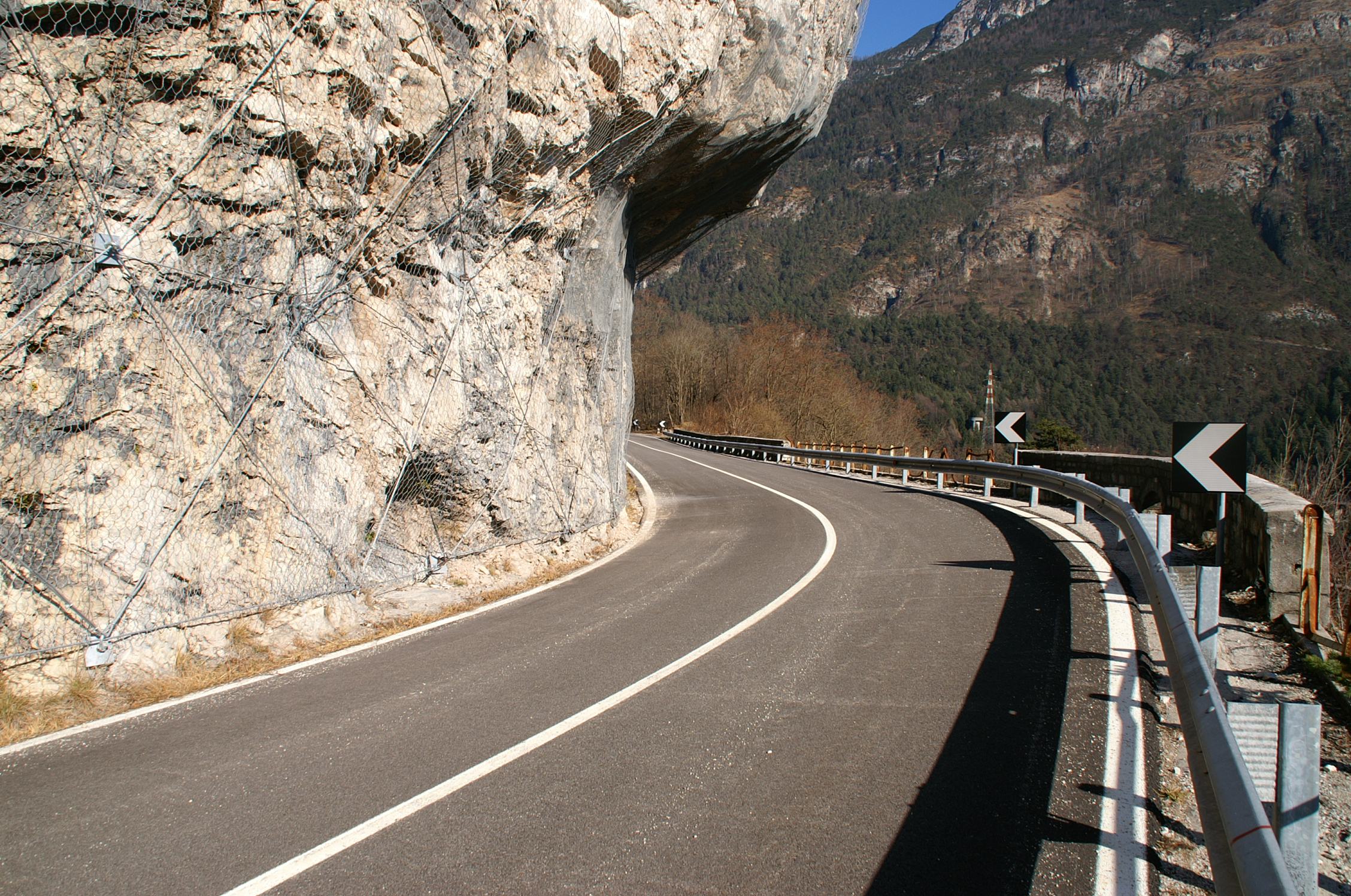
Il tratto finale della Cavallera
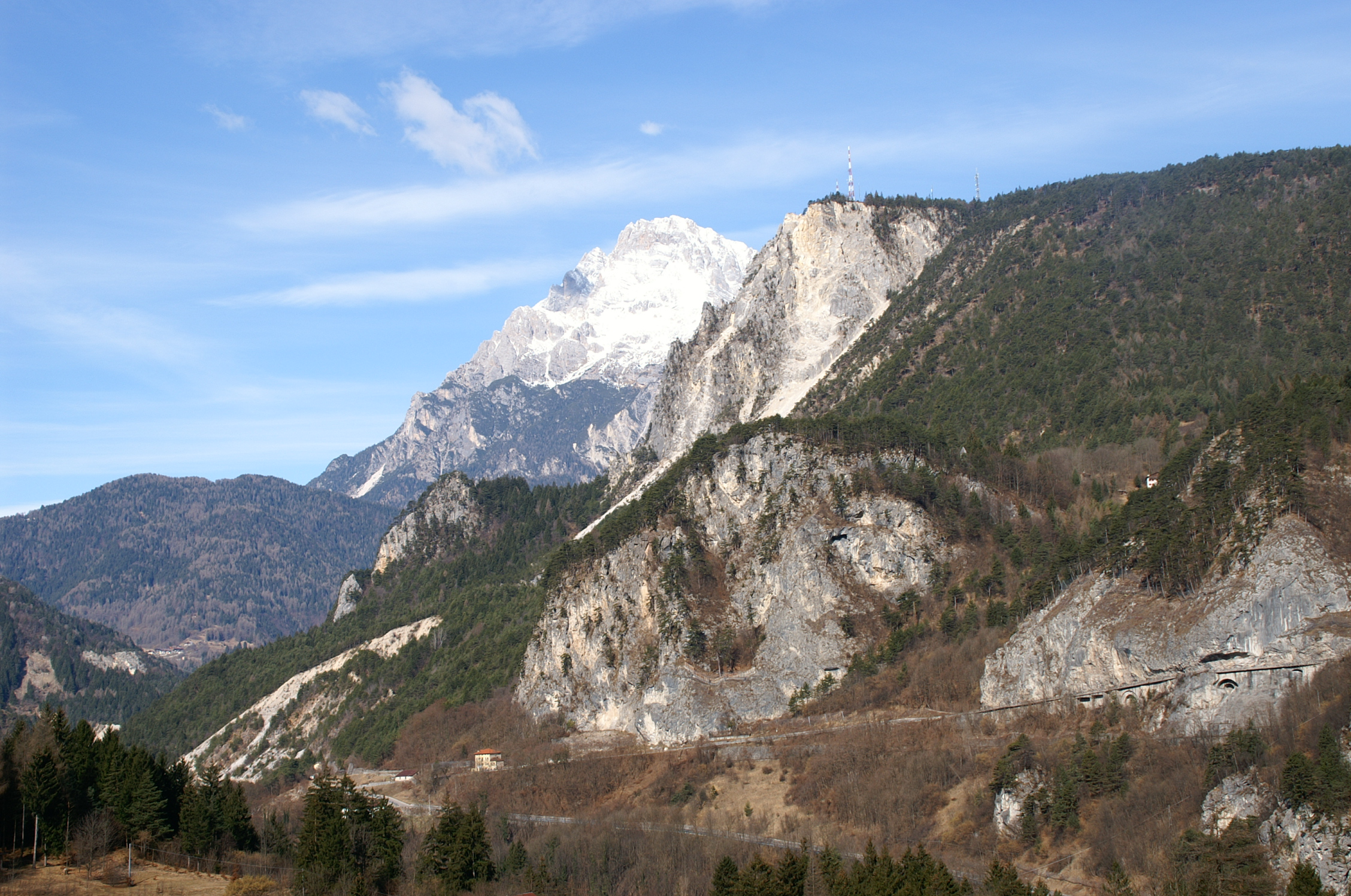
La Cavallera, il monte Zucco e l'Antelao